# 弗拉特伍茲鎮區 (密蘇里州里普利縣)
弗拉特伍茲鎮區（英語：Flatwoods Township）是位於美國密蘇里州里普利縣的一個行政鎮區。

## 地方資料
弗拉特伍茲鎮區的面積為32.75平方千米，當中陸地面積為32.72平方千米，而水域面積為0.03平方千米。根據2020年美國人口普查的數據，當地共有人口657人，而人口密度為每平方千米20.06人。